# Carex vesiculosa
Carex vesiculosa là một loài thực vật có hoa trong họ Cói. Loài này được Boott mô tả khoa học đầu tiên năm 1862.